# Erythmelus tingitiphagus
Erythmelus tingitiphagus is een vliesvleugelig insect uit de familie Mymaridae. De wetenschappelijke naam is voor het eerst geldig gepubliceerd in 1941 door Soares.